# Walter Krämer (Fußballspieler)
Walter Krämer (vor 1920 – nach 1955) war ein deutscher Fußballspieler, der mit dem Meidericher SV zweimal in der Endrunde um die deutsche Meisterschaft stand.

## Laufbahn im Fußball
Wohl ab der Spielzeit 1920/21 gehörte Krämer zum Kader des Meidericher SV aus Duisburg. Kurz nach dem Ersten Weltkrieg trat die Mannschaft zwar nur in der Kreisliga Duisburg an, schaffte aber 1922 auf souveräne Weise den Aufstieg in die Gauliga Niederrhein. Kurz nach dem Aufstieg zeigte die Elf ihre sportliche Qualität, indem sie in einem Freundschaftsspiel gegen den niederländischen Meister Ajax Amsterdam ein 2:2 erkämpfte. Der Spieler selbst nahm eine Rolle als Mittelstürmer im damals üblichen 2-3-5-System ein. In den nachfolgenden Jahren erwarb sich der Stürmer insbesondere dank vieler Torerfolge den Ruf, auf seiner Position herausragende Fähigkeiten zu besitzen. Auch seine Mannschaft galt als eine der stärksten in ihrer Liga und fand sich immer wieder an der Spitze ein, verpasste den Titel jedoch mehrmals knapp. Dagegen wurde der MSV 1929 zum ersten Mal in der Vereinsgeschichte Niederrheinmeister, wozu Krämer durch gute Leistungen in der Schlussphase der Saison einen wichtigen Beitrag geleistet hatte.
Nach dem Titel am Niederrhein durfte die Elf um die westdeutsche Meisterschaft mitspielen und konnte sich gegen verschiedene Konkurrenten relativ gut präsentieren. Durch einen 4:2-Sieg im Aufeinandertreffen mit dem FC Schalke 04 am 2. Juni 1929, bei dem Krämer durch einen Konter in der 83. Minute zur vorzeitigen Entscheidung traf, gelang die Qualifikation zur deutschen Meisterschaftsendrunde von 1929; im Kampf um den westdeutschen Titel musste die Elf sich in einem Entscheidungsspiel letztlich doch den Schalkern geschlagen geben. Im Achtelfinale um den nationalen Titel traf der MSV auf den amtierenden Meister Hamburger SV. Gegen diesen erzielte Krämer ein Tor, setzte einen weiteren Schuss an den Pfosten, bevor er gegen Ende der Begegnung wegen einer Verletzung – damals durfte noch nicht gewechselt werden – angeschlagen war. Meiderich verlor letztlich knapp mit 2:3 und schied somit aus.
Am Niederrhein kämpfte der Stürmer mit seiner Mannschaft um die Titelverteidigung, doch der Homberger SV konnte sich 1930 durchsetzen. Ein Jahr darauf wurde Meiderich hingegen erneut Niederrheinmeister. In der westdeutschen Meisterschaft gingen einige Partien verloren, doch unter anderem durch ein wichtiges Elfmetertor von Krämer zum 1:1-Endstand gegen den VfB 03 Bielefeld sicherte sich der MSV als Drittplatzierter die Teilnahmeberechtigung zur deutschen Meisterschaft 1931. Gegen den Erstrundengegner TSV 1860 München schieden die Meidericher unter Mitwirkung Krämers nach einer 1:4-Niederlage aus. Später endete seine Zeit bei der ersten Mannschaft und er wurde Teil der Altherrenmannschaft, bei der er an der Seite seiner früheren Wegbegleiter Eberhard Graffmann, Willi Lange und Hennes Schmitz spielte. Nach dem Zweiten Weltkrieg fand er im hessischen Solms eine neue Heimat. Die Verbindung zu seinem Ex-Verein blieb jedoch erhalten, weswegen er in der Mitte der 1950er-Jahre die Meidericher A-Jugend, angeführt durch den späteren Bundesligaspieler Günter Preuß, zu einer Begegnung gegen eine lokale Mannschaft aus Solms einlud. Zudem initiierte er jährlich stattfindende Spiele seines neuen Klubs FC Burgsolms gegen die Altherren des MSV.
Walter Krämer ist der Onkel der Brüder Hans und Werner Krämer, die beide unter anderem für Meiderich spielten; Werner Krämer lief 13-mal für die deutsche Nationalelf auf.